# Agga
Agga (vagy Aka) a sumer királylista szerint az I. kisi dinasztia utolsó királya, Mebarageszi fia volt – az i. e. 27. században. A királylista szokásos fordulata szerint uralkodása végén Kis fegyverrel leveretett és a királyság, azaz a Sumer feletti főhatalom Urukba került. Neve az ag/ak-ga (AG/AK.ES 𒀝𒂵) jelek összetétele, és „elvégezni, megcsinálni” jelentésű.

## Gilgames és Agga
Agga uralkodása történeti ténynek vehető, mivel független források is megerősítik. Mindenekelőtt a Gilgames és Agga eposz, amely részletesen elmeséli a két városkirály összetűzését. Ennek történeti mivoltát tovább erősíti az a tény, hogy az eposzban – más eposzoktól eltérően – egyetlen isten sem szerepel. Agga követei útján felszólította az uruki Gilgamest, hogy építsen víztárolókat – Gilgames, azaz Uruk ekkor nyilván Agga, azaz Kis vazallusa volt – az azonban megtagadja ezt. Agga megostromolta Urukot, azonban végül Uruk győzött. Gilgames megkímélte Agga életét, akinek az eposz szerint korábban ő köszönhette az övét. Talán az uruki trónra is Agga segítette Gilgamest.
Gilgames feliratát egy vázán is megtalálták, amelynek stílusa alapján őt az i. e. 27. századra keltezik, tehát Agga is ekkor volt Kis királya. Az is látszik, hogy az I. kisi dinasztia és az I. uruki dinasztia nem egymás után következtek, a sumer királylista itt pontatlan, hanem részben egymással egy időben uralkodtak, és a királyság Urukba az ötödik uralkodó idején került, előtte valószínűleg Kis vazallusai voltak.

## Agga bukása után
A Tummal-felirat szerint Gilgames és fia, valamint Meszannepadda – az I. uri dinasztia első uralkodója a sumer királylista szerint – és fia többször felváltva állították helyre a szimbolikus jelentőségű nippuri szentélyeket, ami a Sumer feletti főhatalomért kitört háborúra utal Agga bukása után. Valószínűleg más városok nem fogadták el a nagy tekintélyű Kis helyett Uruk uralmát. Az I. uri dinasztia valójában tehát párhuzamos volt az I. uruki dinasztiával Gilgamestől kezdődően. A „Kis királya” címet később a Sumer feletti főhatalomra törők mind felvették.